# Ornitina
L'ornitina è un aminoacido non proteogenico. È uno dei prodotti dell'enzima arginasi sulla L-arginina, che crea ornitina e urea. L'ornitina è quindi un prodotto fondamentale del ciclo dell'urea, che permette l'eliminazione dell'azoto in eccesso.
L'ornitina non è un amminoacido codificato nel DNA, e in tal senso non è direttamente coinvolta nella sintesi proteica. Tuttavia, nei tessuti non epatici dei mammiferi, il ruolo metabolico principale del ciclo dell'urea è quello della sintesi dell'arginina. L'ornitina è quindi molto importante come prodotto intermedio dei processi metabolici. Ha effetti simili a quelli dell'arginina, ma sembra avere un'efficacia doppia. Tra le sue numerose funzioni è dimostrato che insieme all'L-aspartato è efficace come disintossicante dell'ammoniaca in alcune malattie con iperammonemia, e favorisce la cicatrizzazione delle ferite.
Strutturalmente, è considerata l'analogo inferiore della lisina, avendo un gruppo δ amminico, anziché ε.
Un maggior numero di pubblicazioni punta tuttavia sulla sua associazione all'acido 4-fenilacetico, il quale è noto coniugarsi stabilmente alla glutammina, ed essere escreto, prima che questa possa generare ioni ammonio.
Si pensa che l'ornitina non faccia parte del codice genetico poiché i polipeptidi che contengono ornitina vanno incontro spontaneamente a lattamazione. Questo fatto si è rivelato un problema quando l'ornitina è stata incorporata artificialmente come 21º amminoacido in sistemi modello.

## Ornitina nello sport
Da alcuni decenni, l'ornitina è un supplemento popolare nel bodybuilding. È un aminoacido libero, ma non si trova comunemente negli alimenti ad alto contenuto proteico. Il corpo produce ornitina dall'arginina attraverso l'attività dell'enzima arginasi, ed è raramente carente nell'uomo. Essa ha un ruolo chiave nel ciclo dell'urea, in cui il catabolismo delle proteine produce scorie azotate. Il ciclo dell'urea è fondamentale nel prevenire un aumento di ammoniaca, che si verifica durante l'esercizio ed è collegata all'insorgere della fatica. Il principale motivo della popolarità dell'ornitina è il fatto che è stato considerato un efficace stimolatore dell'ormone della crescita (GH). È possibile notare la presenza di ornitina in molti integratori per lo sport, come gli stimolatori del GH, e in alcuni prodotti che favoriscono il rilascio di ossido nitrico.

### La ricerca
Un importante studio in cui vennero analizzati gli effetti dell'assunzione di ornitina sul GH venne condotto dal Bucci et al. (1990). I ricercatori somministrarono ornitina idroclorile per via orale a dei culturisti (tre donne e nove uomini) in tre diversi dosaggi, da 40, 100 o 170 mg/kg durante tre sabati consecutivi. I livelli di GH erano più elevati rispetto ai valori basali indipendentemente dal dosaggio a quarantacinque e novanta minuti dall'ingestione. Tuttavia i livelli di GH tendevano ad elevarsi significativamente solo a novanta minuti e solo con l'assunzione più alta, da 170 mg/kg.
Un'altra ricerca recente, suggerisce che alcuni degli effetti più interessanti dell'ornitina potrebbero essere passati inosservati nella ricerca del passato. Sugino et al. (2008) coinvolsero come soggetti dello studio nove donne e otto uomini (età media quarant'anni), che per un periodo di 8 giorni ricevettero un placebo oppure 2 000 mg di ornitina al giorno per sette giorni, e 6 000 mg per un giorno. Il test consisteva in uno sforzo su cicloergometro ripetuto fino alla fatica. Dopo una settimana, i soggetti che assunsero 2 000 mg di ornitina registrarono un aumento dei trigliceridi sierici, acidi grassi liberi (FFA) e chetoni, che sono sottoprodotti del metabolismo dei grassi. I soggetti del gruppo che assumeva ornitina presentavano anche maggiori livelli ematici di urea e ornitina, suggerendo che l'ornitina possa favorire il ciclo dell'urea. L'implicazione è che l'assunzione di ornitina prima dell'esercizio non solo aumenta il rilascio di GH, ma riduce anche l'ammoniaca nel sangue, il che favorirebbe la durata della prestazione attenuando i sintomi della fatica.
Inoltre, i soggetti del gruppo ornitina presentavano maggiori livelli di amminoacidi ramificati (BCAA) rispetto a quelli del gruppo placebo, il che suggerisce che l'ornitina può sopprimere il rilascio di BCAA muscolari durante l'allenamento intenso. Maggiori quantità di BCAA competono con un altro amminoacido, l'L-triptofano, per l'ingresso nel cervello. Questo è importante perché quando il triptofano accede al cervello, si trasforma rapidamente in serotonina, una sostanza chimica cerebrale legata al senso di rilassamento. Il gruppo ornitina presentava anche maggiori livelli ematici di alanina, che può essere convertita nel fegato in glucosio, per poi tornare al muscolo in attività come fonte energetica prontamente disponibile. Sulla base di tutto questo, ci si aspetterebbe che i soggetti del gruppo ornitina fossero meno stanchi durante il test da sforzo, ed è proprio ciò che è accaduto, ma solo nelle donne, in cui vennero rilevati maggiori livelli di ornitina. Gli autori conclusero che se l'ornitina plasmatica fosse rimasta più elevata anche negli uomini, anche questi avrebbero accusato meno la stanchezza. Poiché l'ornitina non è comune negli alimenti proteici, gli studiosi suggeriscono che potrebbe essere un integratore alimentare efficace per il trattamento dell'affaticamento.

#### Sinergia con l'arginina
L'effetto dell'ornitina sulla stimolazione dell'ormone della crescita può essere potenziato dall'assunzione in concomitanza con altri amminoacidi come l'arginina, un altro importante stimolatore del GH. Nel 1989 Elam et al. conclusero che l'assunzione concomitante di 1 grammo di ornitina e 1 grammo di arginina, in combinazione con un programma di allenamento coi pesi, può aumentare la forza muscolare e la massa magra in un periodo di tempo relativamente breve. I due amminoacidi favorivano il recupero dallo stress cronico sopprimendo i processi catabolici abbassando i livelli di idrossiprolina urinaria. In un altro studio recente (Zajac et al., 2010) sono stati analizzati gli effetti dell'assunzione di ornitina e arginina sulla secrezione di GH. Gli atleti allenati assunsero un mix di 3 000 mg di arginina e 2 200 mg di ornitina per due volte al giorno tre volte a settimana allenandosi coi pesi. I risultati mostrarono che l'assunzione dei due amminoacidi produceva la maggiore elevazione dei livelli di GH post-esercizio in confronto al gruppo placebo. Il gruppo arginina/ornitina presentava inoltre, rispetto al placebo, maggiori livelli di IGF-1, un altro ormone sinergico del GH importante per la crescita muscolare. L'assunzione sinergica di ornitina e arginina può avere un effetto favorevole anche sulla riduzione del grasso corporeo. Elam (1988) stabilì che il gruppo che assumeva un mix di ornitina e arginina, in combinazione con l'esercizio coi pesi, fu soggetto ad una maggiore riduzione della massa grassa rispetto al gruppo che non li assumeva.

#### Ornitina α-chetoglutarato (OKG)
L'α-chetoglutarato (alfa-chetoglutarato) è un trasportatore che potenzia l'effetto dell'ornitina. L'ornitina α-chetoglutarato (OKG) è un prodotto ottenuto da due molecole di ornitina e 1 molecola di α-chetoglutarato, un metabolita del ciclo di Krebs. Il sale α-chetoglutarico è stato sviluppato negli anni sessanta e viene definito come lo scheletro carbonioso ottenuto dalla deaminazione dell'amminoacido glutammina. L'α-chetoglutarato viene legato anche all'arginina o alla creatina, formando rispettivamente l'arginina α-chetoglutarato (AKG) o la creatina α-chetoglutarato. L'ornitina α-chetoglutarato sembrerebbe avere un effetto potenziato rispetto alla normale molecola di ornitina, ma sebbene ciò è stato verificato in numerosi casi clinici extra sportivi, l'unica ricerca finora reperibile nel suo utilizzo in ambito sportivo (nell'esercizio coi pesi) non ne ha riconosciuto un potenziale favorevole.
La ricerca in questione venne condotta da Chetlin et al. (2000). I ricercatori vollero determinare se il consumo di 10 g di OKG al giorno migliorassero la forza, la potenza e la composizione corporea su uomini allenati nell'esercizio coi pesi. Essi valutarono anche l'effetto del OKG sulla secrezione di insulina e di GH, sull'assunzione di cibo, e sulle variazioni di volume e intensità di allenamento. I ricercatori determinarono che l'OKG non migliora le prestazioni come l'intensità e il volume, e non contribuisce ad aumentare la massa magra. Inoltre dimostrarono che non altera le concentrazioni di insulina (analogamente all'ornitina) e di GH.

### Conclusioni
- è stato notato un picco nell'elevazione del GH a seguito dell'ingestione, ma solo nelle dosi adeguate (170 mg/kg, circa 12 g per un uomo di 70 kg);[2]
- riduce anche l'ammoniaca nel sangue, agendo come attenuatore della fatica e della stanchezza indotti dall'esercizio (2 grammi pre-esercizio);[3]
- ha un effetto favorevole sulla mobilizzazione dei grassi depositati;[3]
- può essere utilizzato efficacemente sia nell'esercizio coi pesi[2] che nell'esercizio cardiovascolare;[3]
- non è un amminoacido insulinogenico (non stimola l'insulina);[9]
- ha un effetto sinergico con l'arginina nel potenziare l'aumento del GH e IGF-1 (3 g arginina+2 g ornitina);[5]
- l'assunzione sinergica di ornitina e arginina ha dimostrato di aumentare massa e forza muscolare con l'esercizio coi pesi (1 g arginina+1 g ornitina);[4]
- l'assunzione sinergica di ornitina e arginina ha dimostrato di sopprimere il catabolismo muscolare e i sintomi dello stress (1 g arginina+1g ornitina);[4]
- l'assunzione sinergica di ornitina e arginina ha dimostrato di aumentare la riduzione della massa grassa con l'esercizio coi pesi (1 g arginina+1 g ornitina);[6]
- l'assunzione di ornitina in concomitanza con altri amminoacidi a basse dosi (mix 2 g totali circa) non ha dimostrato la capacità di elevare il GH;[10][11]
- l'ornitina α-chetoglutarato (OKG) non ha dimostrato effetti favorevoli nell'esercizio fisico (in particolari coi pesi).[8]